# Khondalit

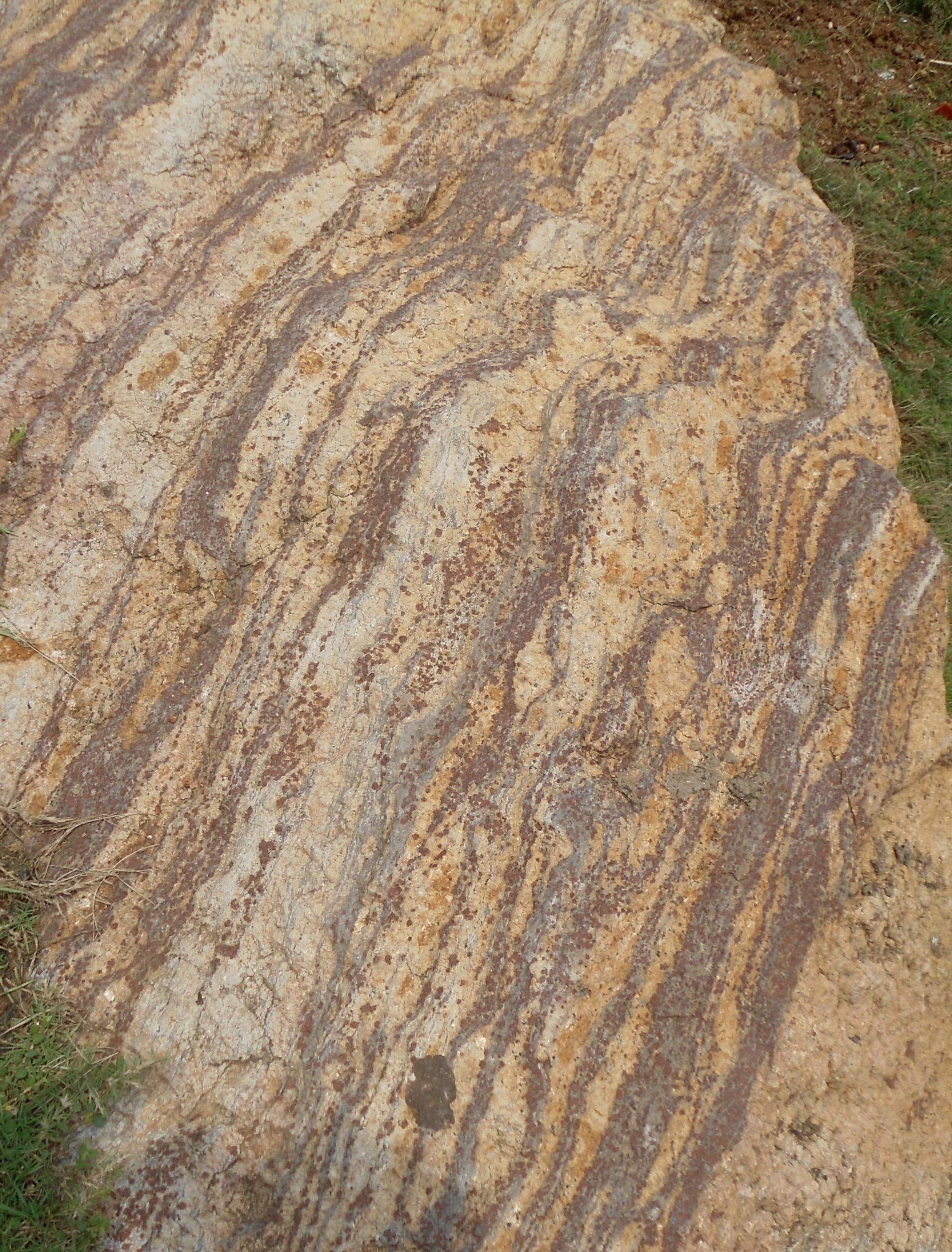
Khondalit in den Ostghats, Indien

Khondalit ist der Name eines metamorphen Gesteines, das bei Drücken oberhalb 5 Kilobar und Temperaturen zwischen 650° und 850°C aus einem tonigen Sedimentgestein entstanden ist. Der Name wurde erstmals 1902 von dem Geologen T. L. Walker für Gesteine aus Südindien verwendet; er leitet sich vom Stamm der Khond (auch Gond) ab, der in Orissa und Teilen Andhra Pradeshs beheimatet war. Obwohl der Gesteinsname im Wesentlichen für in Indien vorkommende metamorphe Sedimentgesteine verwendet wird, existieren Beschreibungen dieses Gesteins aus Antarktika, Burma, Vietnam und Nordamerika. Nach den Empfehlungen der IUGS Subcommission on the Systematics of Metamorphic Rocks sollen Khondalite als Sillimanit-Granulite, oder beim Vorliegen einer Gneis-Textur als Sillimanit-Paragneise bezeichnet werden.

## Zusammensetzung
Kennzeichen des Khondalits ist sein hoher Gehalt an aluminiumreichen Mineralen. Hauptbestandteile sind Quarz und Feldspat sowie Cordierit und Sillimanit. Khondalite enthalten zumeist 1 bis 5 % Graphit. Je nach der Zusammensetzung des Ausgangsgesteins vor der Metamorphose können Granat, Biotit und Orthopyroxen auftreten. Die Textur ist meist durch einen lagigen Wechsel dunkler und heller Gesteinspartien gekennzeichnet, bei höheren Anteilen von Biotit kann auch eine Gneistextur auftreten. 